# جمهوری اسلامی
جمهوری اسلامی، شیوه‌ای از حکومت جمهوری است که بر پایه احکام اسلام اداره می‌شود و در موارد مختلفی نیز به کار رفته است. برخی از رهبران دینی مسلمان، آن را به عنوان نامی برای شکل نظری حکومت دین‌سالار اسلامی بر پایه اجرای احکام یا قوانین سازگار با دین، به کار برده‌اند. این اصطلاح، همچنین برای دولت مستقلی که موضعی سازشی بین یک خلافت اسلامی و یک جمهوری سکولار و ملی‌گرا اتخاذ می‌کند، به کار رفته است. در مواردی دیگر نیز، صرفاً عنوانی در اشاره به هویت فرهنگی-مذهبی یک کشور است.
همچنین تعدادی از کشورها مانند عراق، یمن و مالدیو وجود دارند که دین رسمی آن‌ها، اسلام است و حداقل تا حدی، طبق قوانین اسلامی اداره می‌شوند، اما فقط عنوان «جمهوری» را در نام‌های رسمی کشور خود دارند و نه عنوان «جمهوری اسلامی». سایر حامیان قوانین سختگیرانه اسلام مانند طالبان، عنوان «امارت اسلامی» را ترجیح می‌دهند، زیرا امارت‌ها، در طول تاریخ اسلام، رایج بوده‌اند اما عنوان «جمهوری»، منشأ غربی و رومی دارد (از لاتین  رس پابلیکا «امور مردمی») و نشان می‌دهد که قدرت برتر حکومت، در اختیار مردم و نمایندگان منتخب آن‌هاست، نه در اختیار الله یا احکام اسلام.
در حال حاضر، این نام، در عنوان رسمی سه کشور جمهوری اسلامی ایران، پاکستان و موریتانی استفاده می‌شود. پاکستان، برای نخستین بار، این عنوان را بر اساس قانون اساسی ۱۹۵۶ پذیرفت. موریتانی، آن را در ۲۸ نوامبر ۱۹۵۸ پذیرفت. ایران، آن را پس از انقلاب ۱۹۷۹ که دودمان پهلوی را سرنگون کرد، پذیرفت. این کشورها، با وجود نام‌های مشابه، تفاوت‌های زیادی در دولت‌ها و قوانین خود دارند.
در ایران و موریتانی، دارای دین رسمی اسلام در حکومت و بر پایه دین‌سالاری هستند. پاکستان نیز این عنوان را در سال ۱۹۵۶، پیش از اینکه اسلام، به عنوان دین رسمی در قانون اساسی ۱۹۷۳ تصویب شود، برگزید.
ایران رسماً از عنوان کامل در همه نام‌های حاکمیتی مربوط به کشور (مانند ارتش جمهوری اسلامی ایران یا سازمان صداوسیمای جمهوری اسلامی ایران) استفاده می‌کند؛ بر خلاف معادل‌های آن در پاکستان که نیروهای مسلح پاکستان و شرکت نشریات پاکستان نامیده می‌شوند. همچنین بر خلاف سایر کشورها، ایران، از عنوان اختصاری IRI (جمهوری اسلامی ایران) به عنوان بخشی از کلمات اختصاری رسمی استفاده می‌کند.

## جمهوری‌های اسلامی کنونی

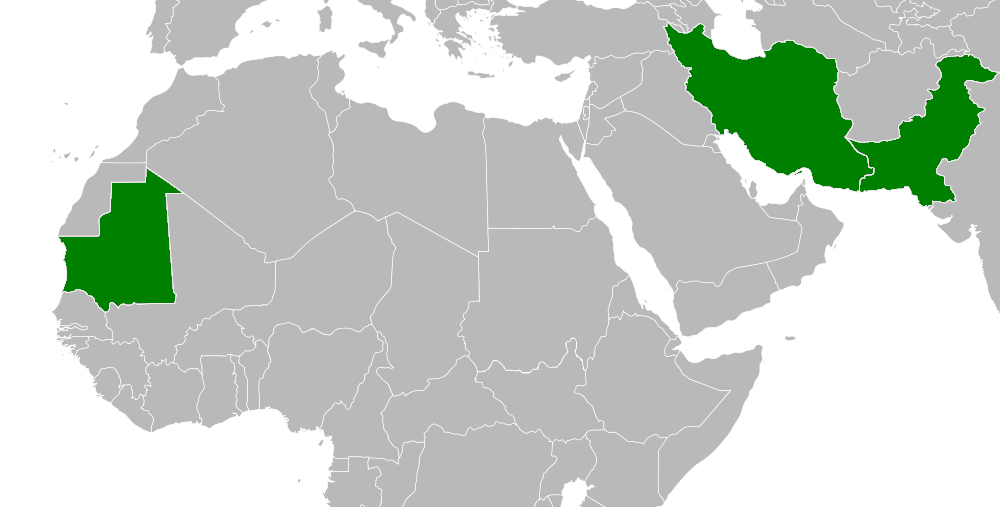
جمهوری‌های اسلامی کنونی در جهان به رنگ سبز

| کشور     | تاریخ پذیرش عنوان | شیوه حکومت                |
| -------- | ----------------- | ------------------------- |
| ایران    | ۱ آوریل ۱۹۷۹      | جمهوری دین‌سالار یکپارچه   |
| موریتانی | ۲۸ نوامبر ۱۹۵۸    | جمهوری نیمه‌ریاستی یکپارچه |
| پاکستان  | ۲۳ مارس ۱۹۵۶      | جمهوری پارلمانی فدرال     |

### جمهوری اسلامی ایران
نظام جمهوری اسلامی در همه‌پرسی جداگانه‌ای برای کشور ایران تعیین شده است.
پس از حدود دو ماه از پیروزی انقلاب اسلامی در سال ۱۳۵۷، در ۱۲ فروردین ۱۳۵۸ به همه‌پرسی گذاشته شد، که بیشتراز ۹۸٪ درصد از واجدان شرایط در آن شرکت کردند و قریب به اتفاق به آن رأی آری دادند.
سپس با برگزاری انتخابات مجلس خبرگان قانون اساسی به عنوان مجلس مؤسسان، پیش‌نویس قانون اساسی با دربرداشتن اصل ولایت فقیه به تصویب رسید، و سپس در همه‌پرسی به تأیید قریب به اتفاق مردم رسید.
پس از آن در سال ۱۳۶۸ قانون‌اساسی با در شورایی به‌سازی شد و در همه‌پرسی رأی گذاشته شد.
بر طبق قانون اساسی جدید، ولایت فقیه به ولایت مطلقهٔ فقیه تغییر یافت و نظام نیمه‌ریاستی به نظام ریاستی تبدیل شد. در ساختار سیاسی کنونی ایران، رهبر شخص اول کشور محسوب می‌شود که با رأی مجلس خبرگان رهبری که در انتخابات مشخص می‌شوند، تعیین می‌گردد. همچنین در کنار سه نیرو، شورای نگهبان و مجمع تشخیص مصلحت نظام نیز هست.
رهبر فقیهان شورای نگهبان که نیمی از آن را تشکیل می‌دهند، تمامی اعضای حقیقی مجمع تشخیص مصلحت نظام، رئیس قوهٔ قضائیه (بالاترین مقام قضائی کشور)، رئیس صداوسیما را انتخاب می‌کند و فرماندهی کل قوا را بر عهده دارد.

### جمهوری اسلامی موریتانی
در سده هفدهم فرانسویان بر ساحل این سرزمین پا گذاشتند، ولی تا ۱۹۰۳ امیرنشین‌های دور از ساحل را ضمیمه نکردند. موریتانی در ۱۹۶۰ استقلال یافت. در ۱۹۷۶ وقتی اسپانیا از صحرای غربی دست کشید، مراکش و موریتانی این سرزمین را بین خود تقسیم کردند، ولی موریتانی نتوانست چریک‌های پولیساریو را، که برای استقلال صحرای غربی می‌جنگند، شکست دهد و از ادعای خود منصرف شد (۱۹۷۹). در ۱۹۸۹، تنش میان اعراب مسلط شمال و سیاهپوستان آفریقای جنوبی به خشونت انجامید. این کشور پس از ۱۹۷۶ تحت حاکمیت نظامیان بود و در ۱۹۷۹ تک‌حزبی گردید. در ۱۹۹۲ انتخابات چندحزبی برگزار شد.

### جمهوری اسلامی پاکستان
واژه جمهوری اسلامی برای نخستین‌بار بسان نوع رسمی حکومت در پاکستان به کاربرده شد. در متن اولین قانون اساسی پاکستان (آئین پاکستان) که در سال ۱۹۵۶ (میلادی) به اتمام رسیده آشکارا آمده نوع حکومت در این کشور جمهوری اسلامی (اسلامی جمهوریه پاکستان) است. پس ازآن این ترکیب به نام پاکستان افزوده و نام جاافتاده بلند آن جمهوری اسلامی پاکستان است.

## جمهوری‌های اسلامی سابق
| نام حکومت                      | کشور         | تاریخ     | شیوه حکومت                                       |
| ------------------------------ | ------------ | --------- | ------------------------------------------------ |
| جمهوری اسلامی بنگلادش          | بنگلادش      | ۱۹۷۵      | جمهوری اسلامی ریاستی یکپارچه تحت دیکتاتوری نظامی |
| جمهوری چچن ایچکریا             | چچن          | ۱۹۹۶–۲۰۰۰ | جمهوری اسلامی                                    |
| جمهوری اسلامی فدرال کومور      | کومور        | ۱۹۷۸–۲۰۰۱ | جمهوری اسلامی فدرال                              |
| جمهوری اسلامی ترک ترکستان شرقی | ترکستان شرقی | ۱۹۳۳–۱۹۳۴ | جمهوری اسلامی                                    |
| جمهوری افغانستان               | افغانستان    | ۱۹۸۷–۱۹۹۲ | جمهوری اسلامی یکپارچه با حزب اقتدارگرا           |
| دولت اسلامی افغانستان          | افغانستان    | ۱۹۹۲–۱۹۹۶ | دولت موقت اسلامی یکپارچه                         |
| دولت موقت افغانستان            | افغانستان    | ۲۰۰۱–۲۰۰۴ | جمهوری اسلامی (دولت انتقالی)                     |
| دولت انتقالی افغانستان         | افغانستان    | ۲۰۰۲–۲۰۰۴ | جمهوری اسلامی (دولت انتقالی)                     |
| جمهوری اسلامی افغانستان        | افغانستان    | ۲۰۰۴–۲۰۲۱ | جمهوری اسلامی ریاستی یکپارچه                     |
| جمهوری اسلامی گامبیا           | گامبیا       | ۲۰۱۵–۲۰۱۷ | جمهوری اسلامی ریاستی یکپارچه                     |

### جمهوری اسلامی افغانستان
پس از واقعه ۱۱ سپتامبر در آمریکا، جورج بوش رئیس‌جمهور وقت این کشور علیه افغانستان اعلان جنگ و دلیل حمله نظامی را همکاری طالبان با نیروهای القاعده و همچنین حضور این گروهک در افغانستان عنوان می‌کند. پس از این حمله طالبان قدرت را در افغانستان از دست می‌دهد و لویه جرگهٔ اضطراری برای تشکیل دولت انتقالی تشکیل شد. در این لویه جرگه ۲ تن از رهبران سیاسی و مذهبی شیعه و سنی افغانستان به نام‌های آیت‌الله آصف محسنی و عبدالرب سیاف خواهان افزودن کلمهٔ اسلامی به دولت انتقالی شدند. این کار انجام شد و دولت انتقالی اسلامی افغانستان بر سر کار آمد. تأثیر افزایش این کلمه ماندگار بود و نویسندگان قانون اساسی جدید افغانستان هم نام رژیم سیاسی افغانستان را جمهوری اسلامی نامیدند. در جمهوری اسلامی افغانستان ریاست جمهوری با رای مستقیم مردم برای ۵ سال انتخاب می‌شد. دو دستگاه قانون گذاری به نام‌های ولسی جرگه و مشرانو جرگه وجود داشت. نیروی دادگستری آزادانه عمل می‌کرد. رئیس‌جمهور رئیس آن را انتخاب می‌کرد و ولسی جرگه به آن‌ها رأی می‌داد.
در سال ۱۴۰۰ با تسلط طالبان بر کل افغانستان و برپایی امارت اسلامی نظام جمهوری اسلامی سقوط کرد.

### جمهوری اسلامی گامبیا
روز شنبه ۲۱ آذر ۱۳۹۴، گامبیا به جمهوری اسلامی تبدیل شد. در بهمن ماه سال بعد (۱۳۹۵) دولت جدید گامبیا، نام رسمی کشور را به جمهوری گامبیا برگرداند.